# Medeglia
Medeglia foi uma comuna da Suíça, no Cantão Tessino, com cerca de 355 habitantes. Estendia-se por uma área de 6,2 km², de densidade populacional de 57 hab/km². Confinava com as seguintes comunas: Bironico, Cadenazzo, Camignolo, Camorino, Capriasca, Isone, Pianezzo, Ponte Capriasca, Sant'Antonio.
A língua oficial nesta comuna era o Italiano.

## História
Em 21 de novembro de 2010, passou a formar parte da nova comuna de Monteceneri.